# Juni 1914
Portal Geschichte | Portal Biografien | Aktuelle Ereignisse | Jahreskalender | Tagesartikel

◄ |
19. Jahrhundert |
20. Jahrhundert
| 21. Jahrhundert

◄ |
1880er |
1890er |
1900er |
1910er
| 1920er | 1930er | 1940er | ►

◄ |
1910 |
1911 |
1912 |
1913 |
1914
| 1915 | 1916 | 1917 | 1918 | ►

◄ |
März 1914 |
April 1914 |
Mai 1914 |
Juni 1914 |
Juli 1914 |
August 1914 |
September 1914 |
►
Dieser Artikel behandelt tagesbezogene Nachrichten und Ereignisse im Juni 1914.

## Tagesgeschehen

### Freitag, 5. Juni
- Durrës/Fürstentum Albanien: Kommandant Oberstleutnant Lodewijk Thomson verhängt über Durrës den Belagerungszustand.
- Florenz/Königreich Italien:  Vincenzo Peruggia wird wegen des Diebstahls der Mona Lisa verurteilt.
- Paris/Dritte Französische Republik: René Viviani erklärt sich offiziell gegenüber dem Staatspräsidenten Raymond Poincaré zur Bildung eines neuen Regierungskabinetts bereit.

### Freitag, 12. Juni
- Beneschau/Österreich-Ungarn: Auf Schloss Konopischt (tschechisch Konopiště) trifft Kaiser Wilhelm II. – begleitet von Freiherr von Reischach, Alfred von Tirpitz und anderen – zu mehrtägigen Konsultationen mit dem Erzherzog zu Österreich Franz Ferdinand ein. Zum Inhalt des Treffens geben die Teilnehmer abschließend bekannt, dass sie rein privat zusammenkamen und die Besichtigung des Rosengartens der Höhepunkt der Visite war.[1]

### Mittwoch, 17. Juni
- Deutsches Kaiserreich: Der Hohenzollernkanal wird von Kaiser Wilhelm II. der Öffentlichkeit zur Nutzung übergeben. Die Schifffahrtsstraße verbindet Havel und Oder.

### Donnerstag, 24. Juni
- Salzburg/Österreich-Ungarn: Der Allround-Sportverein Salzburger AK 1914 wird  als erster Fußballverein des Bundeslandes gegründet.

### Donnerstag, 25. Juni

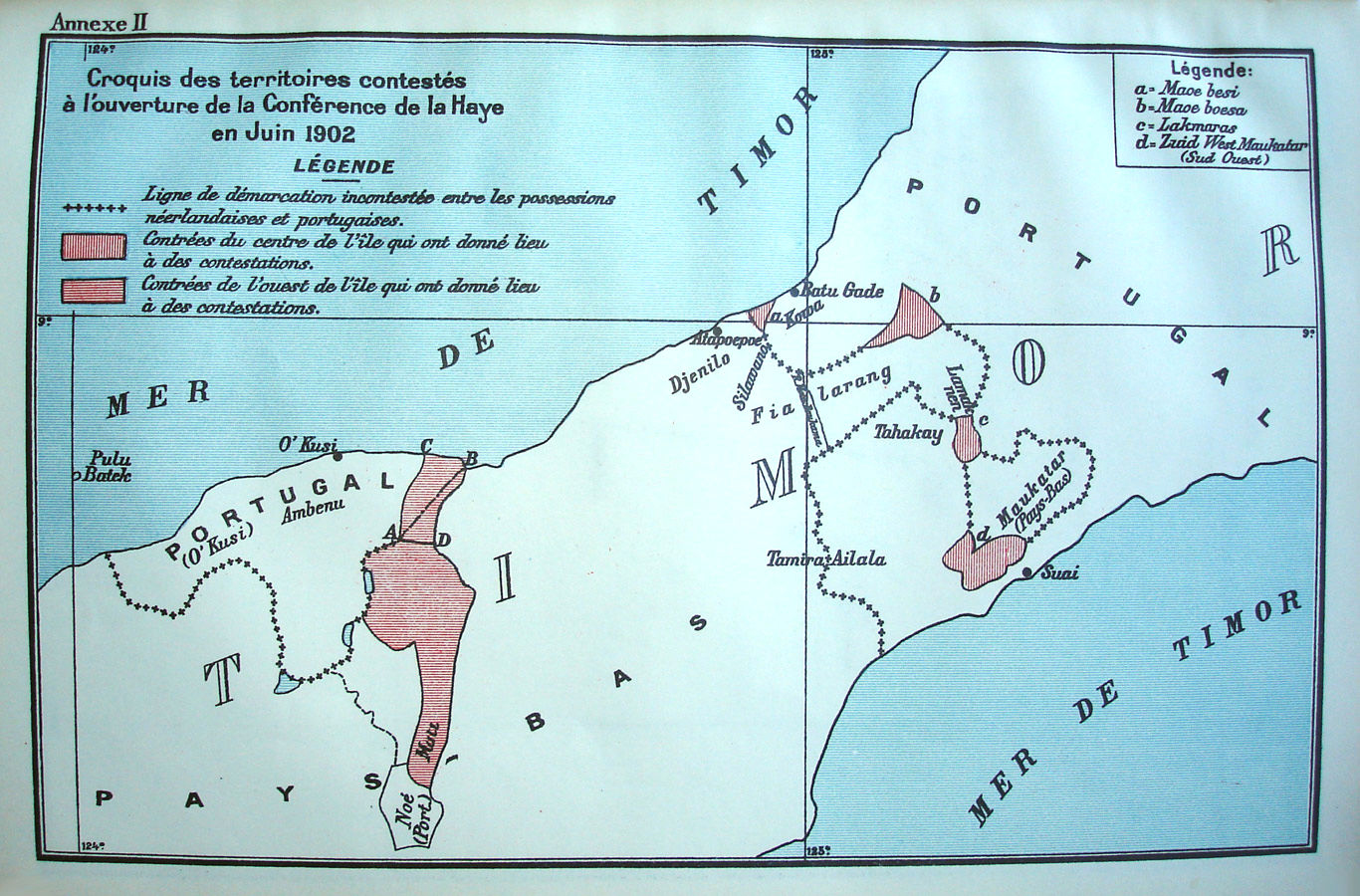
Kartenserie zum Schiedsspruch des Ständigen Schiedshofs zu den Grenzen auf Timor

- Timor: Der Schweizer Richter Charles Édouard Lardy vom Ständigen Schiedshof in Den Haag fällt einen Schiedsspruch zur umstrittenen Grenzziehung zwischen den beiden Kolonialmächten Portugal und den Niederlanden auf der südostasiatischen Insel. Sie ist fast identisch mit der heutigen Grenze zwischen Indonesien und Osttimor (Stand 2014).[2]
- Aspern/Österreich-Ungarn: Die Lloyd LS-1, ein Flugzeug der Ungarischen Lloyd Flugzeug- und Motorenfabrik, stellt einen Höhenrekord auf. Es erreicht 5.600 m Höhe mit einem Passagier. Nur zwei Tage später, am 27. Juni, wird der Rekord auf 6.170 m verbessert.
- Ålesund/Norwegen: Der Fußballverein Aalesunds FK wird gegründet. Die Vereinsfarben sind bei der Gründung Rot-Weiß und werden 1919 auf Blau-Gelb geändert.

### Freitag, 26. Juni
- Berlin/Deutsches Kaiserreich: Das Panzergewölbe, ein Detektivfilm aus der Filmreihe „Stuart Webbs“, feiert in den Kammerlichtspielen am Potsdamer Platz Uraufführung.
- Westport/Washington: Der Ort erhält das Stadtrecht.
- Graz/Österreich-Ungarn: Vom Flughafen Graz startet nach etwa einem Jahr Bauzeit das erste Flugzeug.

### Samstag, 27. Juni
- Deutsches Kaiserreich: Der Fischdampfer Roon wird an die Reederei Nordsee ausgeliefert.
- Wien/Österreich-Ungarn: Die endgültige Plan für die Wiener Kontumazanlage wird durch einen Erlass des Ackerbau-Ministeriums und am 10. Juli 1914 auch vom Gemeinderat genehmigt.

### Sonntag, 28. Juni

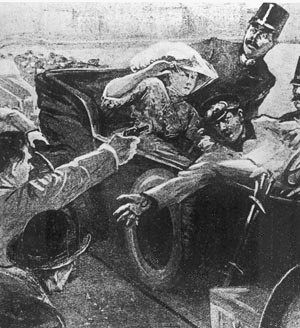
Gavrilo Princip erschießt Erzherzog Franz Ferdinand und dessen Frau

- Sarajevo/Österreich-Ungarn: Gavrilo Princip, ein Mitglied der serbisch-nationalistischen Bewegung Mlada Bosna, erschießt beim Attentat von Sarajevo Thronfolger Erzherzog Franz Ferdinand, und seine Gemahlin Sophie Chotek, Herzogin von Hohenberg. Das Attentat löste die Julikrise aus, die schließlich zum Ersten Weltkrieg führte.

### Montag, 29. Juni
- Brandenburg an der Havel und Havelsee/Deutsches Kaiserreich: Der Flugplatz Brandenburg-Briest wird eröffnet. Tags darauf landen die ersten Flugzeuge.
- Sarajevo/Österreich-Ungarn: Einen Tag nach dem Attentat von Sarajevo kommt es zu anti-serbischen Demonstrationen. Bei diesen Demonstrationen wird das serbisch-orthodoxe Seminargebäude und der Metropolitensitz beschädigt, ehe sich die Menschenmenge zur orthodoxen Mariä-Geburt-Kathedrale bewegt.

### Dienstag, 30. Juni

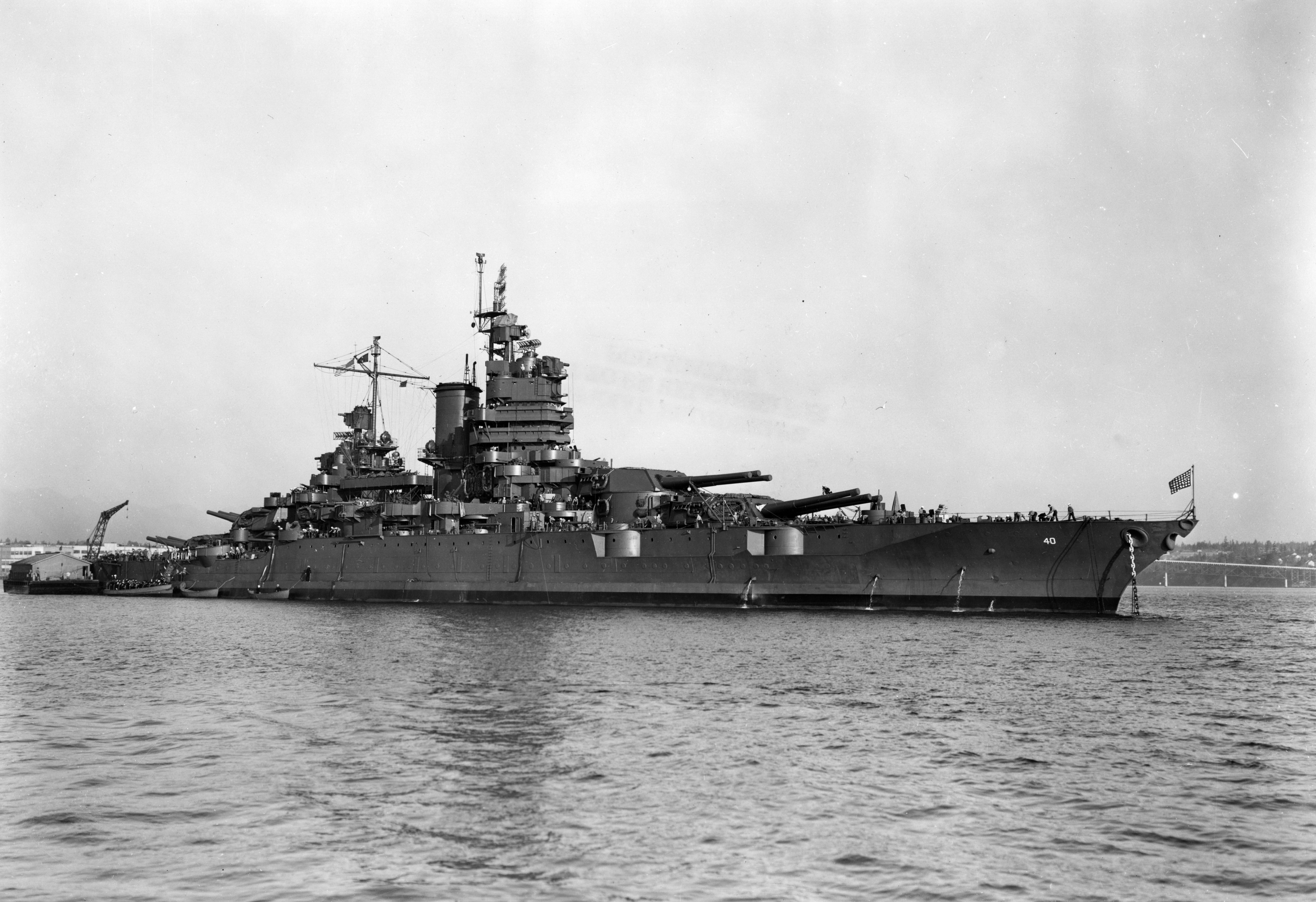
Die New Mexico

- Vereinigte Staaten: Mit einem Congress Act wird der Bau des Schlachtschiffs New Mexico bewilligt. Das Typschiff der New-Mexico-Klasse wird zu Ehren des 47. US-Bundesstaates benannt.
- Erndtebrück/Deutsches Kaiserreich: Die Eröffnung des ersten Teilabschnittes der Bahnstrecke Altenhundem–Birkelbach findet um 9:20 Uhr mit einem Militärkonzert und der Eröffnungsfahrt von Erndtebrück nach Altenhundem statt.